# تيماء محمد مي
تيماء محمد مي هي طبيبة فلسطينية من مدينة عكا في الداخل الفلسطيني، وتُعد من الأسماء اللامعة في مجال جراحة الأورام النسائية، خاصة سرطان المبيض. حصلت في مارس 2024 على تعيين رفيع المستوى كأستاذة ورئيسة لقسم جراحة سرطان المبيض في مستشفى هارفارد التخصصي بالولايات المتحدة.

## مسيرتها العلمية والمهنية
- التعليم والتخصص: أنهت دراستها في الطب بجامعة ماكغيل في مونتريال، كندا، ثم حصلت على ماجستير في البحث الطبي من جامعة تورنتو.[2] أكملت تخصصها في طب النساء والجراحة في مستشفى مونت سايناي، ثم تخصصت في علاج وجراحة السرطان في مستشفى تابع لجامعة هارفارد. لديها أيضًا تخصص إضافي في طب الأورام النسائية من جامعة تورنتو.[3]
- المناصب القيادية: شغلت عدة مناصب مرموقة، منها:
  - نائبة رئيس قسم جراحة الأورام في مستشفى الأميرة مارغاريت ومركز علاج السرطان في تورنتو.
  - رئيسة جمعية الأورام النسائية في كندا.
  - عضو في اللجنة التنفيذية لشبكة العلاج الجامعية.
  - رئيسة مجموعة الأورام النسائية في أونتاريو.[4]
- الإنجازات البحثية: لها أكثر من 60 بحثًا علميًا منشورًا أو قيد النشر، تركزت أبحاثها على سرطان المبيض والجراحة باستخدام الروبوت.[5]

## الحياة الشخصية
تيماء هي ابنة الطبيب الراحل محمد مي، الأستاذة الجامعية البروفيسورة خولة أبو بكر، المختصة في علم الاجتماع. وقد أعربت والدتها عن فخرها الكبير بتعيين ابنتها في هذا المنصب الرفيع، معتبرة إياها نموذجًا يُحتذى به للمرأة الفلسطينية والعربية.